# 青森市営バス東部営業所

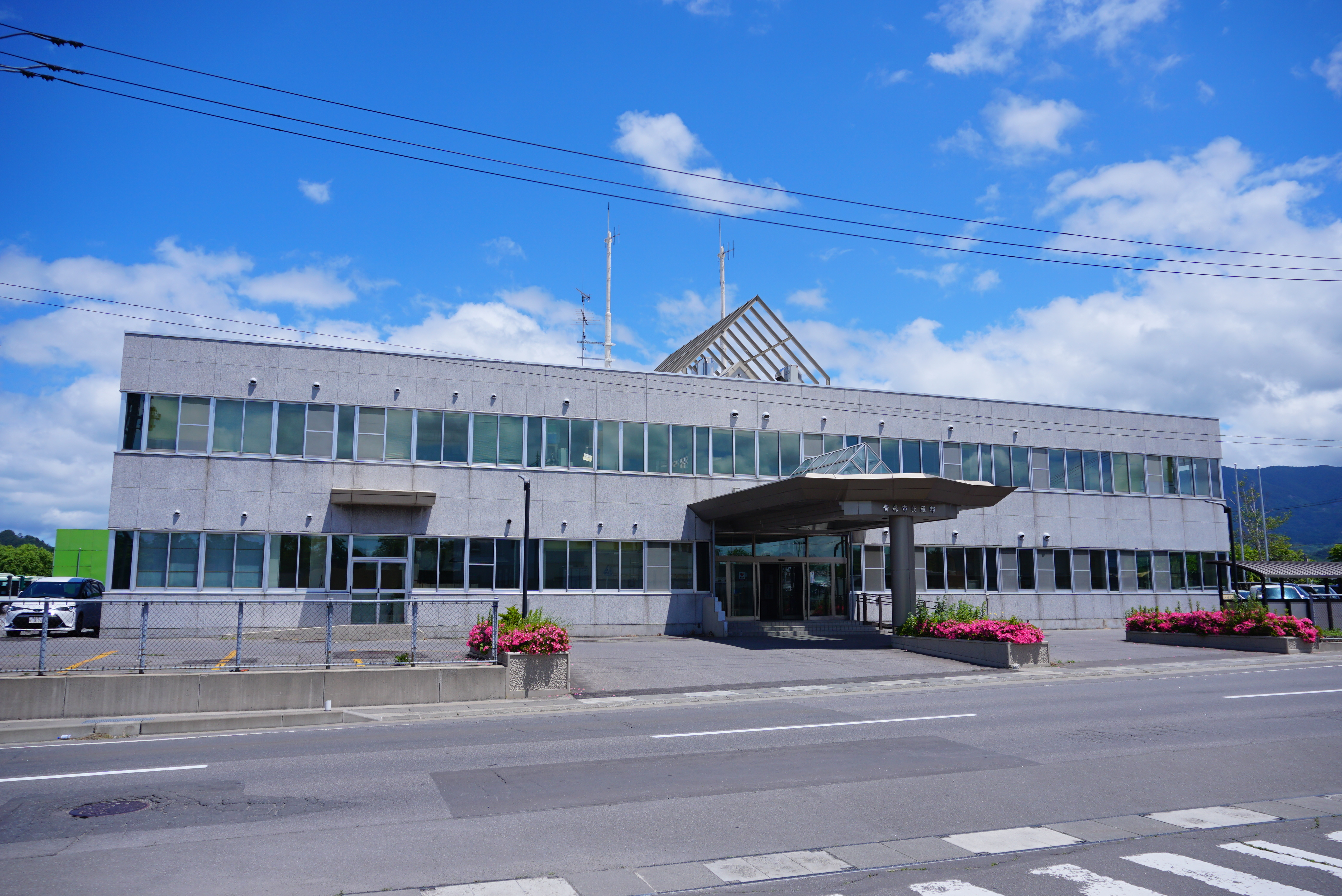
青森市企業局交通部・青森市営バス東部営業所

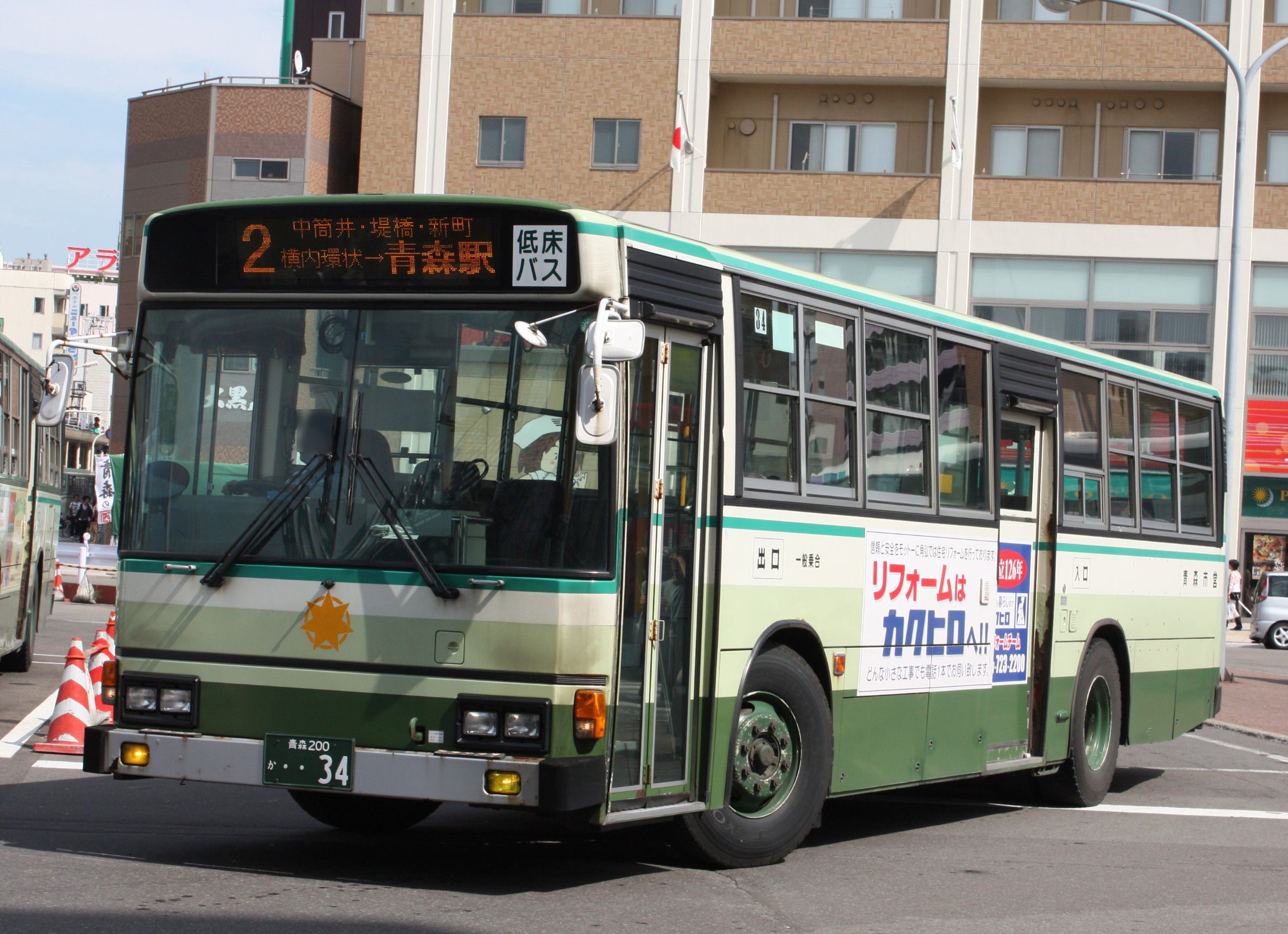
東部営業所所属車両

青森市営バス東部営業所（あおもりしえいバスとうぶえいぎょうしょ）は、青森県青森市大字野内字菊川にある青森市営バスの営業所である。
なお、本稿では廃止された小湊出張所（旧小湊営業所）についても記載する。

## 沿革
- 1956年 - 青森市大字造道字磯野に青森市交通部と営業所（八重田営業所）が置かれる。
その後、東部営業所に改称する。
- 2000年3月1日 - 青森市大字野内字菊川に移転。

## 所管路線

### 直営

#### 本線
本線は西部営業所と共管。また西部営業所担当の一部便が岩手県北バス委託。

#### 浅虫線
西部営業所と共管。また、西部担当の一部便が岩手県北バス委託。
- 浅虫温泉駅発着:青森駅 - 新町二丁目 - 堤橋 - 合浦公園前 - 南造道 - 県立中央病院前 - 原別 -  野内駅前（青い森鉄道野内駅移転と同時に野内橋から改称） - 久栗坂 - 浅虫温泉駅
- 浅虫水族館発着（土日祝日運行）:青森駅 - 新町二丁目 - 堤橋 - 合浦公園前 - 南造道 - 県立中央病院前 - 原別 -  野内駅前（青い森鉄道野内駅移転と同時に野内橋から改称） - 久栗坂 - 浅虫温泉駅 - 浅虫水族館前

　以上、系統番号：（浅虫温泉駅・浅虫水族館行き）C11、（青森駅行き）B1

- 新青森駅東口発着急行（停車停留所を記載）:新青森駅東口（東口⑤乗り場） -  ガーラタウン前（旧：石江三好）- 西郵便局前 - 古川（⑥番乗り場） - 県庁前 - 市役所前 - NTT青森支店前 - 堤橋 - 合浦公園前 - 県立中央病院通り - 八重田 - 野内駅前（青い森鉄道野内駅移転と同時に野内橋から改称） - 中野内 - 久栗坂 - 道の駅ゆ〜さ浅虫前 - 浅虫温泉駅

　以上、系統番号：（浅虫温泉駅行き）C11、（新青森駅東口行き）C11
- - 市営バスで唯一新青森駅正面口（東口）から発着する路線である。

- 急行 青森駅行き 浅虫温泉駅→野内橋→上海原→下海原→原別→東高校通り→東高校前→原別小学校前→平新田公民館前→平新田森越→後萢通り→東跨線橋→八重田通り→県立中央病院通り→南造道→岡造道一丁目→堤橋→NTT青森支店前→市役所前→県庁通り→古川→新町一丁目→青森駅

系統番号：A1
- - ゴールデンウィーク期間の5月3日から5月5日および旧盆期間の8月13日は、浅虫温泉駅前での折り返し運行となる。

※沿革については小湊線・平内町民バスも参照のこと。
  - 1948年9月 - 運行開始。
  - 2000年3月1日 - 東野内→青森駅間、東部営業所→西部営業所間の急行バス運行開始（急行野内線、各1便）。
  - 2002年4月1日 - 浅虫温泉駅行を観光物産館発から青森駅発に、浅虫水族館発を青森駅行から観光物産館行にそれぞれ変更。
  - 2002年4月1日 - 東部営業所→西部営業所間急行バス廃止。
  - 2003年4月1日 - 平日の運行区間を青森駅 - 浅虫温泉駅間に統一。土日祝のみ観光物産館 - 浅虫水族館間の便を運行。
  - 2005年4月1日 - 急行バス、東部営業所→青森駅間1本増便。
  - 2007年4月1日 - JRバス浅虫線廃止に伴い、青森駅の乗り場位置を4番のりばに変更。同時に東部営業所→浅虫温泉駅間、浅虫温泉駅→青森駅間を平日1本ずつ増発。
  - 2008年4月1日 - 土日祝の浅虫水族館発着便の青森側発着地を観光物産館から青森駅に変更（青森ねぶた祭り期間の8月4日と8月5日は、青森駅前発となっていた）。
  - 2010年12月4日 - 東北新幹線新青森開業に伴い、新青森駅東口 - 浅虫温泉駅間に2往復の急行便が新設される。同時に急行便の運行を弘南バスに委託。
  - 2015年4月1日 - 弘南バスに全便運行を委託。
  - 2020年4月1日 - 委託解消。直営となる。

平内町内への乗り入れが廃止される1994年改正までは、青森駅 - 小湊営業所間が基幹系統であった。1980年代に入ると夜越山森林公園経由の新設、観光物産館発着など観光客の利用増加を狙ったが、運賃が並行する東北本線よりも高いこと、さらには十鉄バス・下北交通もほぼ同じ路線を走っているため利用者は増加せず、過疎化によって利用者は減少の一途を辿った。そのため青森市内と平内町内の乗り入れを廃止するなどの再編を行い、現在の青森駅 - 浅虫温泉駅間を基幹とする系統となった（平内町内の路線沿革については平内町民バスも参照）。
2007年までJRバス東北（浅虫線）と競合していた。
2003年改正までは浅虫温泉駅発青森駅行最終便が国道経由本線を兼ねて県病前・古川経由として運行していたが、同年4月改正で14往復から11往復に減便されると共に廃止された。

#### 小柳線
西部営業所と共管。また、西部担当の一部便が岩手県北バス委託。
- 岡造道経由:青森駅 - 古川 - 堤橋 - 合浦公園前 - 岡造道 - 小柳 - 小柳団地 - 八重田通り - 県立中央病院前 - 原別 - 東部営業所

※系統番号は次のとおり。
　　青森駅発　　　県立中央病院前着　F12
　　　　　　　　　東部営業所前着　　F10
　　東部営業所発　青森駅前着　　　　A1
　　県立中央病院前発　青森駅前着　　A1　

- 桜川・南佃経由:青森駅 - 古川 - 文化会館前 - 平和公園前 - 市民病院通り - 桜川一丁目 - 桜川中央 - 桜川六丁目 - 佃 - 松森 - 南佃 - 袰懸団地 - 小柳団地 - 八重田通り - 県立中央病院前 - 原別 - 東部営業所

※系統番号は次のとおり。
　　青森駅発　　　県立中央病院前着　F12
　　　　　　　　　東部営業所前着　　F10
　　東部営業所発　青森駅前着　　　　A1
　　県立中央病院前発　青森駅前着　　A1
- - 1970年11月1日 - 青森駅 - 岡造道 - 小柳間で運行開始。
  - 1974年 - 小柳線小柳 - 小柳団地間延長。
  - 1976年 - ワンマン運行開始。
  - 1984年4月1日 - 小柳線小柳団地 - 岡造道 - 東部営業所間系統が廃止。青森駅 - 小柳団地間系統の一部を小柳団地 - 八重田通り - 東部営業所間延長。
  - 1988年4月 - 小柳団地バス停をJR小柳駅前に移動。
  - 1988年12月1日 - 小柳線は、南佃線を統合。南佃経由小柳線が運行開始。
  - 2000年3月 - 東部営業所移転に伴い、県立中央病院止まりの便が新設される。
  - 2004年4月 - 甲田橋の架け替え工事に伴い、甲田橋・南佃経由の便は桜川橋経由となる。架け替え工事完了後の2006年12月以降もそのまま桜川橋経由で運行。架け替え以前の経路は下記のとおり。
平和公園前 - 甲田橋 - 佃
  - 2009年4月1日 - 南佃経由が桜川団地線を統合し、桜川団地経由となる。同時に岡造道経由を減便し、桜川・南佃経由に振り替えられる。
  - 2014年4月1日 - 市営小柳第1団地建て替え工事のため、小柳団地バス停を使用停止。小柳小学校前 - 小柳橋を直行するルートに変更。

#### 戸山団地線
西部営業所と共管。また、西部担当の一部便が岩手県北バス委託。
- 明の星高校前経由:青森駅 - 新町二丁目 - 堤橋 - 合浦公園前 - 明の星高校前 - 南佃 - 商業高校通り - 月見野入口 - 戸山団地中央通り - 戸山団地中央公園前 - 戸山団地北赤坂市民館前
- 自由ヶ丘経由:青森駅 - 新町二丁目 - 堤橋 - 合浦公園前 - 明の星高校前 - 南佃 - 自由ヶ丘一丁目 - 商業高校前 - 月見野入口 - 戸山団地中央通り - 戸山団地中央公園前 - 戸山団地北赤坂市民館前
- 自由ヶ丘団地・第二養護学校経由:青森駅 - 新町二丁目 - 堤橋 - 合浦公園前 - 明の星高校前 - 南佃 - 自由ヶ丘一丁目 - 商業高校前 - 第二養護学校前 - 戸山 - 戸山団地中央通り - 戸山団地中央公園前 - 戸山団地北赤坂市民館前

※以上、系統番号は次のとおり。
　　青森駅発　　　戸山団地方面行き　G21
　　　　　　　　　東部営業所着　　　C10
　　戸山団地方面発　　青森駅前着　　B1
　　東部営業所発　戸山団地方面行き　G21
- 松森・浜館経由:青森駅 - 新町二丁目 - 堤橋 - 栄町二丁目 - 花園二丁目 - 西佃 - 松森 - 古館 - 浜館四丁目 - 商業高校通り - 月見野入口 - 戸山団地中央通り - 戸山団地中央公園前 - 戸山団地北赤坂市民館前

※系統番号は次のとおり。
　　青森駅発　　　戸山団地方面行き　H21
　　戸山団地方面発　　青森駅前着　　B1

- 幸畑団地・中央大橋経由（幸畑団地 - 横内 - 上玉川 - シーナシーナ青森前 - 大野十文字 - 中央大橋 - 柳町通り - 古川 - 青森駅）

　　戸山団地北赤坂市民館前 → 戸山中央公園前 → 戸山団地中央通り → 月見野入口 →（環状野内線）→ 幸畑市民館前 → 幸畑小学校前 → 青森大学前 → 幸畑団地 → 横内 → 青森中央学院大学前 → 妙見 → 上玉川 → サンドーム通り → イトーヨーカドー青森店 → 中央高校前 → 大野十文字→ 中央大橋 → 柳町通り → 県庁前 → 古川 → 新町一丁目 → アウガ前 → 青森駅前
※系統番号は次のとおり。
　　青森駅発　　　戸山団地方面行き　L21
　　戸山団地方面発　　青森駅前着　　A1

　2018年10月29日～（2019年3月25日）～2019年12月まで実験運行として運行していたが、冬季ダイヤ改正より往路を平日2本、土日祝日1本、復路を平日土日祝日共1本の運行体制（曜日によって時刻が違う）で本格運行となる。
- 幸畑団地・八甲田大橋経由（幸畑団地 - 横内 - 上玉川 - DCM青森中央店前 - サンロード青森店 - みちのく銀行本店前 - NTT青森支店前 - 市役所前 - 古川 - 青森駅）

　戸山団地北赤坂市民館前 → 戸山中央公園前 → 戸山団地中央通り → 月見野入口 →（環状野内線）→ 幸畑市民館前 → 幸畑小学校前 → 青森大学前 → 幸畑団地 → 横内 → 青森中央学院大学前 → 妙見 → 上玉川 → DCM青森中央店前 - サンロード青森前 - みちのく銀行本店前 → 働く女性の家前 → NTT青森支店前 → 市役所前 → 県庁前 → 古川 → 新町一丁目 → アウガ前 → 青森駅前
※以上、系統番号は次のとおり。
　　青森駅発　　　戸山団地方面行き　M21
　　戸山団地方面発　　青森駅前着　　A1

　※2019年３月24？日まで「平日のみ」運行していたが、夏季ダイヤで土日祝日で幸畑団地から観光通方面へ行く最初の便は午前8時台（要確認）までなかったため、2019年12月3日冬季ダイヤより設定。（運行は土日祝日のみ往路1本のみ）
- 商業高校発着:土日祝日は運休

青森駅 - 古川 - NTT青森支店前 - 堤橋 - 合浦公園前 - 明の星高校前 - 南佃 - 県立保健大学前 - 商業高校前
　　青森駅発　　　商業高校前行き　G22
　　商業高校前発　　青森駅前着　　B1
- 東部発着便
  - 東部営業所 → 県立中央病院前 → 合浦公園前 → 福田 → 松森 → 浜館三丁目 → 商業高校通り → 月見野入口 → 戸山団地中央通り → 戸山中央公園前 → 戸山団地北赤坂市民館前
  - 東部営業所 - 県立中央病院前 - 合浦公園前 - 明の星高校前 - 南佃 - 県立保健大学前 - 商業高校前 - 第二養護学校前 - 戸山団地中央通り - 戸山中央公園前 - 戸山団地北赤坂市民館前

- - 1983年4月5日 - 戸山団地中央通り - 戸山団地中央公園前間路線延長し、明の星高校前経由戸山団地線運行開始。
  - 1985年4月 - 戸山団地中央公園前 - 戸山団地（北蛍沢公民館前）間路線延長。
  - 1989年4月1日 - 中筒井経由運行開始。
  - 1989年12月1日 - 戸山団地側の終点を戸山中学校前に移転（停留所名は1996年4月に「戸山団地北赤坂市民館前」に変更）。
  - 199x年4月1日 - 横内環状線の市民病院経由を吸収する形で八甲田大橋経由新設。
  - 1996年4月1日 - 明の星高校前経由の一部が自由ヶ丘経由となる。
  - 2000年3月1日 - 明の星高校前経由の一部が自由ヶ丘・第二高等養護学校前経由となる。
  - 2002年4月1日 - 戸山団地発青森駅行急行バスが設定される（日祝運休）。
  - 2003年4月1日頃? - 朝の八甲田大橋経由が市民病院前の経由を休止する。（サンロード青森前の次はみちのく銀行本店前。サンロード青森前の放送時、市民病院前を経由しない旨の放送が流れ、市民病院利用者はみちのく銀行本店前で下車して下さい。という放送が流れている）
  - 2009年4月1日 - 浜館線を統合し、明の星高校前経由の一部便が松森・浜館経由となる。同時に中筒井経由を廃止。また、横内環状線の問屋町経由廃止に伴い、朝の戸山団地発幸畑団地・観光通り経由青森駅行きも問屋町経由を廃止となり青森中央学院大学前の次は直進して問屋町入口となった。（以前までは問屋町二丁目→中央卸売市場前※この2つは2008年度末で廃止→問屋町会館前→妙見というルートだった）更に、青森駅発市民病院前・観光通り・問屋町・幸畑団地経由で運行していた戸山団地行きが休止となる。（横内環状線運行ダイヤ見直しと思われる）
  - 2018年10月29日～2019年3月31日 - 戸山・幸畑中央線、明の星通り線の実験運行が行われる。
    - 【運行経路】
    - 戸山・幸畑中央線 - 戸山団地～幸畑団地～浜田（中央高校）～中央大橋～青森駅
    - 　　明の星通り線 - 戸山団地 - 商業高校通り - 南佃 - 合浦公園 … 急行便

  - 2019年3月22日 - この日をもって、明の星通り線の運行が終了する。
  - 2019年12月3日－戸山・幸畑中央線本格的運行開始と同時にかつて平日のみ運行し一時運休していた戸山団地発幸畑・観光通り（当時・サンワドー中央店前、現在のDCM青森中央店前）経由が土日祝日のみ1本復活。これにより戸山団地方面から観光通り（上玉川等）方面への移動が容易になったものと思われる。

#### 沢山線
西部営業所と共管。また、西部担当の一部便が岩手県北バス委託。
- 青森駅 - 新町二丁目 - 堤橋 - 合浦公園前 - 明の星高校前 - 南佃 - 自由ヶ丘一丁目 - 商業高校前 - 第二養護学校前 - 戸山 - 戸山団地中央通り - 戸山団地中央公園前 - （戸山団地北赤坂市民館前） - 戸山団地南 - 沢山
  - 1985年12月1日 - 戸山中央公園前 - 沢山間路線延長し、沢山線新設。
  - 1998年4月1日 - 自由ヶ丘団地経由を廃止、戸山高校通り経由に戻る。
  - 2000年3月1日 - 明の星高校前経由の一部が自由ヶ丘・第二高等養護学校前経由となる。
  - 2004年4月1日 - 沢山発1本が戸山団地（北赤坂市民館前）経由となる。
  - 2007年4月1日 - 戸山団地線1.5往復を沢山まで延長し、戸山団地経由を増発。

※ 系統番号は次のとおり。
　　青森駅前発 → G21
　　沢山発 → B1

#### 月見野霊園線
- 青森駅発着:青森駅 - 新町二丁目 - 堤橋 - 合浦公園前 - 明の星高校前 - 南佃 - 商業高校通り - 月見野入口 - 月見野霊園
- 東部営業所発着（臨時運行）:東部営業所 - 原別 - 県立中央病院前 - 南造道 - 合浦公園前 - 明の星高校前 - 南佃 - 商業高校通り - 月見野入口 - 月見野霊園
- 幸畑団地発着（臨時運行）:幸畑団地西口 - 幸畑団地 - 幸畑 - 幸畑公民館前 - 月見野入口 - 月見野霊園
  - 1974年8月 - 堤橋 - 中筒井 - 月見野霊園間開設。お盆と彼岸に時期に運行。
  - 1983年4月5日 - 中筒井経由から明の星高校前経由となる。この当時は、戸山西小学校前経由。
  - 1985年4月8日 - 月見野入口 - 月見野霊園間の経路を変更。戸山西小学校前を経由せず。

#### 桑原線
西部営業所と共管。
- 青森駅 - 新町二丁目 - 堤橋 - 松原三丁目 - 青森高校前 - 中筒井 - 駒込 - 戸山団地中央通り - 戸山 - 戸崎 - 桑原（ - 昭和大仏）
  - 1964年9月22日 - 駒込線月見野 - 戸山間延長。翌年から、筒井経由の戸山線が確認できる。
  - 1965年5月 - 桑原線運行開始。
  - 1968年 - 東青森駅線運行開始（青森駅 - 新町二丁目 - 堤橋 - 青森高校前 - 中筒井 - 古館 - 東青森駅前）。
  - 19xx年 - 東青森駅線廃止。
  - 1977年 - ワンマン運行開始。
  - 1982年12月 - 桑原回転所まで路線を延長。
  - 1990年4月1日 - 一部の便を昭和大仏前まで延長。

以前の昭和大仏発着は折り返し運行であったが、東部営業所の移転後は東部営業所 - 昭和大仏間を回送で送り込む行路が大半になっている。
※ 系統番号は以下の通り
青森駅前発 → J20
昭和大仏方面発 → B1

#### 田茂木野線
西部営業所と共管。また、西部担当の一部便が岩手県北バス委託。
- 青森駅 - 新町二丁目 - 堤橋 - 松原三丁目 - 青森高校前 - 中筒井 - 幸畑 - 観光りんご園前
- 観光りんご園前 → 幸畑 → 中筒井 → 松原三丁目 → 堤橋 → 合浦公園前 → 県立中央病院前 → 原別 → 東部営業所
  - 1956年5月8日 - 幸畑 - 田茂木野間を路線延長し運行開始。
  - 1998年4月1日 - 田茂木野線の一部が田茂木沢

（緑寿の里）まで延長。
- - 2024年12月1日 - 観光りんご園前 - 田茂木沢（緑寿の里）間廃止

※系統番号は以下の通り
青森駅前発田茂木野行き → J24
田茂木野発青森駅前行き → B1
田茂木野発東部営業所行き → C10

#### 幸畑団地線
西部営業所と共管。また、西部担当の一部便が岩手県北バス委託。
- 中筒井経由（往路）

　　青森駅(③のりば)→新町二丁目→堤橋→松原三丁目→青森高校前→筒井駅前→中筒井→幸畑→青森大学前→
　　幸畑団地西口→幸畑団地

　　2007年4月改正より西部営業所発中筒井行きを延長し朝7時台に西部営業所発幸畑団地行き（平日のみ）あ
　　り。
　往路：西部営業所→石江→西滝→古川（8番乗り場）→市役所前→堤橋→松原三丁目→青森高校前→筒井駅
　　　　前→中筒井→幸畑→青森大学前→幸畑団地西口→幸畑団地
　復路：幸畑団地→幸畑→中筒井→筒井駅前→青森高校前→松原三丁目→堤橋→新町二丁目→青森駅
- 八甲田大橋経由（往路のみ）

　　青森駅(④のりば)→古川(⑧のりば)→市役所前→みちのく銀行本店前→妙見→横内→幸畑団地西口→幸畑団
　　地

　　※系統番号は以下の通り。
　中筒井経由 → J32
　八甲田大橋経由 → K32
　幸畑団地発青森駅行き → B1
- 1954年1月28日 - 青森バスの買収により青森市営バスの路線となる。

中筒井経由幸畑団地は青森駅行の停留所位置を合わせるため、いったん幸畑団地西口を経由したのち終点幸畑団地となる。朝の数本は東部営業所からの出庫（回送）し、幸畑団地西口から旅客扱いをしていたが、平成21年4月ダイヤ改正より幸畑団地西口から旅客扱いを取りやめ、幸畑団地始発になった。現在は大半は横内環状線に振り替えられこのパターンは減少している。
2007年、2008年度は、中筒井始発で松原通りを左折後、奥野二丁目→自動車会議所（市民病院最寄りのバス停）→みちのく銀行本店前→働く女性の家前→NTT青森支店前→市役所前→古川→新町一丁目（中三前）→青森駅前という路線ルートを、朝7時半頃に幸畑団地西口発、朝8時半頃に幸畑団地発（これは西部営業所発幸畑団地行きのバスが折り返し運用に）へそれぞれ始発を変更して運行した。
　　2017年（要確認）に、夜時間帯に「八甲田大橋経由」幸畑団地行きが設定された。経緯は観光通りを通る夜
　の時間帯（青森駅発21時発、K31 八甲田大橋経由 青森公立大学行き以降で横内方面へ）でもう1便増やすことができといったいった声があったものと思われる。なお、ねぶた期間においても臨時便で運行する事もある。
2023年12月冬季ダイヤ以降も「八甲田大橋経由幸畑団地行き」も平日・土日祝日とも同時刻に往路１本設定される見込みであるが「幸畑団地」が終点なので、先「幸畑団地東通り」「青森大学前」等は行かないので「八甲田大橋経由横内環状線」と混同しないよう利用が必須である。

#### 横内環状線
西部営業所と共管。また、西部担当の一部便が岩手県北バス委託。
八甲田大橋経由 青森駅前④番乗り場 系統：K32
- 青森駅 - 古川 - NTT青森支店前 - みちのく銀行本店前 - サンロード青森前 - 上玉川 - 妙見 - 問屋町入口 - 青森中央学院大学前 - 横内（ここから系統番号がB1に変わる） - 幸畑団地西口 - 幸畑団地 - 幸畑 - 中筒井 - 青森高校前 - 松原三丁目 - 棟方志功記念館通り - 堤橋 - 市役所前 - 新町一丁目（さくら野百貨店前） - アウガ前 - 青森駅

中筒井経由 青森駅前③乗り場 系統：J32
- 青森駅 - 新町二丁目 - 市役所前 - 文化会館前 - 堤橋 - 棟方志功記念館通り - 松原三丁目 - 筒井通り - 青森高校前 - 筒井駅前 - 幸畑（ここから系統番号がA1に変わる）- 青森大学前 - 幸畑団地 - 横内 - 青森中央学院大学前 - 妙見 - 上玉川 - DCM青森中央店前 - みちのく銀行本店前 - NTT青森支店前 - 市役所前 - 県庁前 - 古川 - 新町一丁目（THREE前）- アウガ前 - 青森駅前

- 出庫便：J32～A1
- 東部営業所 → 原別 → 県立中央病院前 → 合浦公園前 → 堤橋 → 松原三丁目 → 筒井通り → 青森高校前 → 中筒井 → 幸畑 → 青森大学前 → 幸畑団地 → 幸畑団地西口 → 大矢沢公民館前 → 四ツ石 → 横内（鹿内組資材置き場前）→ 北野尻 → 青森中央学院大学前 → 問屋町入口 → 妙見 → DCM青森中央店前 → みちのく銀行本店前 → NTT青森支店前 → 市役所前 → 県庁前 → 古川 → 新町一丁目 → アウガ前 → 青森駅前

- - 1967年8月23日 - 矢沢入口 - 横内間延長。横内線開業。
  - 1981年4月15日 - 横内環状線運行開始。
  - 1988年4月1日 - 1往復が平日のみ市民病院経由となる。
  - 199x年4月1日 - 市民病院経由が戸山団地線に編入される。
  - 1998年4月1日 - 平日の日中時間帯の問屋町経由が取りやめとなる。
  - 2003年4月1日 - 横内線系統（横内 - 中筒井 - 青森駅）が廃止となる。
  - 2008年4月1日 - 平日便のみ幸畑団地発八甲田大橋経由急行国道経由青森駅行きと朝の出庫便と統合する。幸畑団地までは通常運行とし、幸畑団地から先は急行区間に入る。
  - 2009年4月1日 - 問屋町経由が廃止される。と同時に最終の入庫便（東部営業所終点）が青森駅前に変更となる。これにより、現在（2014年現在）は出庫便を兼ねた便だけになる。
  - 2015年10月1日 - 平日のみ運行されていた出庫便を兼ねた急行便（上玉川・下玉川・サンロード青森前・働く女性の家前・橋本三丁目は無停車）が廃止される。

#### 市民病院線
詳細は共管先である西部営業所を参照のこと。

#### 問屋町線
詳細は共管先である西部営業所を参照のこと。

#### 県土整備事務所線
西部営業所と共管
- 青森駅 - 古川 - NTT青森支店前 - 橋本三丁目 - みちのく銀行本店前 - （市民病院前） - サンロード青森前 - 上玉川 - 地域整備部前 - 学校教育センター前
  - 19xx年 - 土木事務所線として運行開始。
  - 1998年4月1日 - 学校教育センターまで延長。
  - 2003年4月1日 - 県土整備事務所線に名称変更。毎日運行となり増発。
  - 2006年4月1日 - 学校教育センター発のうち1便が市民病院経由となる。

以前は土日祝運休の1日1往復であったが、1998年の学校教育センター移転に伴い1日3往復（土日祝運休）に増発。2003年に6.5往復に増発されたが、これは利用者が多い青森駅 - 上玉川間の利便性向上のためと思われる。
※系統番号は以下の通り。
青森駅前発 → K33
学校教育センター前発 → A1

#### 浜田循環線
西部営業所と共管。また、西部担当の一部便が岩手県北バス委託。
八甲田大橋経由 系統K35～A1 青森駅前④乗り場
- 青森駅 - 古川（8番乗り場） -市役所前- NTT青森支店前 - みちのく銀行本店前（この付近から系統表示がE5に変わる？） - サンロード青森前 - DCM青森中央店前（右折後停車となるので、マイカー渋滞により時間かかる場合あり） - 青森山田中学・高校前 - シーナシーナ青森前 - 中央高校前 - 大野十文字 - 南旭町 - 古川 - 新町一丁目（THREE前） -アウガ前- 青森駅

南旭町経由 系統M35～B1 青森駅前⑥乗り場
- 青森駅 - 古川（3番乗り場） -南旭町- 大野十文字 - 大野若宮 - 中央高校前 - シーナシーナ青森前（ここから系統番号がB1に変わる） - 青森山田中学・高校前 - DCM青森中央店前 -サンロード青森前-みちのく銀行本店前-NTT青森支店前-市役所前-新町二丁目-県庁通り-新町一丁目（さくら野百貨店前）-アウガ前-青森駅前
  - 1996年4月1日 - 大野・浜田環状線（青森駅 - 古川 - 南旭町 - 大野十文字 - 青葉通り - サンワドー中央店前 - サンロード青森前 - NTT青森支店前 - 古川 - 青森駅）運行開始。
  - 2000年10月6日 - イトーヨーカ堂青森店の開店にあわせて大野・浜田環状線を廃止し、本数を増便する形で浜田循環線運行開始。

一部の便を除いてワンステップバスとノンステップバスが使用される。
- - 2014年4月1日 - 消費税率8%に伴い、運賃が値上げとなる。青森駅からイトーヨーカドー青森店までの場合、南旭町経由が190円→200円、八甲田大橋経由が250円→260円に変更となった。

#### 南高校線
詳細は共管先である西部営業所を参照のこと。

#### 青森公立大学線
南旭町経由は西部営業所と共管。
- 筒井経由:青森公立大学前 - ねぶたの里入口 - 横内 - 幸畑団地西口 - 幸畑団地 - 幸畑 - 中筒井 - 青森高校前 - 松原三丁目 - 堤橋 - 合浦町 - 南造道 - 県立中央病院前 - 原別 - 東部営業所　（系統番号）青森公立大学前発 東部営業所行き：C10
- 南旭町経由:青森駅 - 古川 - 南旭町 - 甲田中学校通り - 大野十文字 - 農協会館前 - 第二問屋町 - 問屋町会館前 - 横内 - ねぶたの里入口 - 青森公立大学前　（系統番号）青森公立大学前行：M31、青森駅行：A1
- 中央大橋・イトーヨーカドー青森店前経由：
  - 1993年4月1日 - 青森公立大学の開学に伴い、南旭町経由運行開始。
  - 1998年4月1日 - 筒井経由新設。
  - 2018年10月29日～2019年3月31日 - 公立大学中央線の実験運行始まる。
    - 【運行経路】青森公立大学～浜田（中央大橋）～中央大橋～青森駅
    - （系統番号）青森公立大学前行：L31、青森駅行：A1

#### 流通団地線
西部営業所と共管。一部便は岩手県北バスへ委託
- 南旭町経由（系統番号：M38）

　　青森駅 - 古川 - 南旭町 - 甲田中学校通り - 大野十文字 - 荒川十文字 - 上野十文字 - 流通団地 - 南部工業団
　　地
- 八甲田大橋経由（系統番号：K38。青森駅方面へは、A1）

　　青森駅 - 古川 - NTT青森支店前 - みちのく銀行本店前 - サンロード青森前 - 上玉川 - 妙見 - 横内 - 新町野
　　- 流通団地 - 南部工業団地
- 中筒井経由（系統番号：J38。青森駅方面へは、B1）

　　青森駅 - 新町二丁目 - 堤橋 - 中筒井 - 幸畑 - 幸畑団地 - 横内 - 新町野 - 流通団地
- 南佃・明の星高校経由（系統番号：G38。県病・東部営業所・工業高校方面へは、C10）

　　工業高校前－東部営業所－原別－八重田浄化槽センター前－県立中央病院前－合浦公園前－南佃－県立保健
　　大学前－自由ヶ丘一丁目－商業高校前－第二養護学校前－戸山－月見野入口（青森県道44号線）－幸畑－青
　　森大学前－幸畑団地－横内－新町野－斎場前－流通団地
- - 1974年 - 筒井経由新町野線が新設される。
  - 1982年12月15日 - 八甲田大橋経由新町野線が延長され、流通団地線運行開始。
  - 1986年4月24日 - 流通団地発着場所を流通団地会館前に変更。
  - 1986年12月1日 - 南佃経由を新設（日祝学休日運休）。
  - 1990年4月1日 - 南旭町経由を新設。
  - 1991年4月1日 - 流通団地線の一部を延長、南部工業団地線新設。
  - 2000年4月10日 - 南部工業団地線の一部を延長、バイオセンター線新設。
  - 2002年4月1日 - 南部工業団地発着を廃止。
  - 2009年4月1日 - バイオセンター発着を廃止し、再び南部工業団地発着となる。
  - 2012年4月1日 - 南佃・明の星高校経由の便が東部営業所から工業高校前まで延伸となる。
  - 2019年12月2日-冬季ダイヤ改正より工業高校発、明の星高校・南佃・第二養護学校・幸畑団地経由が新設（朝の復路便）

かつては、中筒井経由を中心に発着が多かったが、2010年4月ダイヤ改正を境に大半が横内環状線に振り替えられ、2014年現在、発着本数が5〜7便に激減した。また、東部営業所発南佃、明の星高校経由流通団地行もあったが、2019年12月冬季ダイヤ改正より工業高校前始発（平日のみ運行）が設定された。

#### 野木線
- （東部営業所 - 県立中央病院前 - ）古川 - 甲田中学校通り - 大野市民センター前 - 農協会館前 - 荒川十文字 - 上野十文字 - 金浜小学校前 - 大別内 - 野木
- 牛館経由:古川 - 甲田中学校通り - 大野市民センター前 - 農協会館前 - 荒川十文字 - 上野十文字 - 上野 - 牛館 - 上野 - 上野十文字 - 金浜小学校前 - 大別内 - 野木

- 系統番号
  - 野木行き：M44
  - 野木発 青森駅行き：A1
  - 野木発 県立中央病院前行き：C12

- 沿革
  - 1954年1月28日 - 青森バス買収により青森市営バス金浜線（荒川村筒井 - 荒川村金浜間2.9km）となる。
  - 1956年5月8日 - 金浜線高田通り - 大別内間路線延長。
  - 1961年12月15日 - 金浜線金浜小学校 - 野木間路線延長、野木線運行開始。
  - 1984年12月1日 - 金浜小学校発着の金浜線がすべて野木発着になる。
  - 2007年4月1日 - 牛館線1往復を吸収し、牛館経由野木線を新設。
  - 2015年4月1日 - 弘南バスに運行を委託。
  - 2018年4月1日 - 委託先の弘南バス青森営業所の運転士不足により、直営となる。
  - 2020年4月1日 -
  - 1990年代に入るまでは、東部営業所 - 古川 - 野木 - 大別内の順で運行していた（一部、野木発着）。

#### 八甲田霊園線
臨時運行路線
- 青森駅 - 古川 - 南旭町 - 甲田中学校通り - 大野十文字 - 荒川十文字 - 上野十文字 - 流通団地（八甲田霊園線臨時停留所） - 八甲田霊園
  - 1996年8月13日 - 運行開始（運行日限定）。

#### 野木和団地線
詳細は共管先である西部営業所を参照のこと。

#### 新城線
詳細は共管先である西部営業所を参照のこと。

#### つくしが丘病院線
詳細は共管先である西部営業所を参照のこと。

#### 三内霊園線（臨時路線）
詳細は共管先である西部営業所を参照のこと。

#### 三内丸山遺跡線
詳細は共管先である西部営業所を参照のこと。

#### 細越線
詳細は共管先である西部営業所を参照のこと。

### 岩手県北バス委託

#### 浪館・中央循環線
- 右回り:青森駅 - 新町二丁目 - 柳町通り - 中央大橋 - ハローワーク青森前 - 県民福祉プラザ前 - 市民病院前 - サンロード青森前 - 下玉川 - サンドーム前 - スケート場前 - サンドーム前 - イトーヨーカドー青森店前 - 中央高校前 - 大野十文字 - 金沢 - 浪館 - 古川 - 青森駅
- 左回り:青森駅 - 古川 - 浪館 - 金沢 - 大野十文字 - 中央高校前 - イトーヨーカドー青森店前 - サンドーム前 - スケート場前 - 下玉川 - サンロード青森前 - 市民病院前 - 橋本三丁目 - 中央二丁目 - 中央大橋 - 古川三丁目 - 古川 - 青森駅

- 系統番号
  - 右回り：（イトーヨーカドー前まで）P35／（イトーヨーカドー前から）A1
  - 左回り：（イトーヨーカドー前まで）K35／（イトーヨーカドー前から）A1

- 沿革
  - 2001年1月26日 - 中央循環線（青森駅 - 新町二丁目 - 柳町通り - 中央大橋 - ハローワーク青森 - 県民福祉プラザ - 橋本三丁目 - 中央二丁目 - 中央大橋 - 古川三丁目 - 古川 - 青森駅）試行運行開始（均一運賃150円）。日中30分間隔での運行。
  - 2002年1月25日 - 中央循環線の本格運行開始（9往復）。
  - 2003年4月1日 - 4往復に減便。
  - 2004年7月1日 - 中央循環線の運行を弘南バスに委託。
  - 2005年4月1日 - 中央循環線廃止。浪館・中央循環線を新設。
  - 2006年4月1日 - サンドーム前、スケート場前経由となる。
  - 2012年4月 　　- 2012年4月28日、29日両日サンワアリーナ（県営スケート場）内で大物アーチストコンサートが開催されるため、青森駅発15時40分発（スケート場通過16時07分）が来場者混雑のためスケート場内には乗入れず、サンドームで折り返し運行を余儀なくされる。（2012年4月23日、青森市営バスツイッターより）
  - 2020年4月1日 - 受託が弘南バスから岩手県北自動車へと変更される。

#### 築木館線
- 青森駅 - 古川 - 堤橋 - 合浦公園 - 南造道 - 県立中央病院前 - 東高校前 - 平新田森越 - 諏訪沢 - 上築木館

系統番号：（築木館行き）C13、（青森駅行き）A1
- - 1961年9月15日 - 八重田 - 築木館間路線延長し、諏訪沢線運行開始（のち現路線名に）。
  - 2002年4月1日 - 築木館行が観光物産館発から青森駅発となる。また旧東部営業所出入庫便の名残であった県立中央病院前発着が廃止となる。
  - 2004年12月25日 - 東高校前 - 森越間運行経路変更、（旧）原別小学校前・平新田・（旧）森越経由から（新）原別小学校前・平新田児童館前・平新田森越・（新）森越経由となる。
  - 2012年4月1日 - 弘南バスに運行を委託。
  - 2020年4月1日 - 委託解消。東部営業所直営にコンバートする。
  - 2020年12月7日 - 岩手県北バスに運行を委託。

## 廃止・休止路線

### 南佃線
- 統合直前の経路:青森駅 - 古川 - 文化会館前 － 甲田橋 - 松森 - 佃 - 南佃　- 明の星高校前 - 合浦公園前 - 南造道 - 県立中央病院前 - 東部営業所
  - 1977年5月24日 - 佃線[1]新設。
  - その後、佃線は「南佃線」と名称を改めた[2]。
  - 1981年9月26日 - 他の郊外線と同じく、県立中央病院前経由となる。それ以前は、保健所前（現 沢田橋）経由であった。
  - 1988年12月1日 - 南佃線は小柳線に統合され、廃止。

### 浜館線
- 青森駅 - 新町二丁目 - 堤橋 - 栄町二丁目 - 花園二丁目 - 西佃 - 松森 - 古館 - 浜館
- 出入庫線:東部営業所 - 原別 - 県立中央病院前 - 南造道 - 合浦公園前 - 栄町二丁目 - 花園二丁目 - 西佃 - 松森 - 古館 - 浜館
  - 1954年1月28日 - 青森バス買収により、駒込線（青森市栄町 - 浜館村駒込間4.2km）・戸山線が青森市営バスの路線となる[3]
  - 1961年8月4日 - 戸山線戸山 - 戸崎間路線延長。
  - 1964年9月22日 - 駒込線駒込 - 戸山間路線延長。このころは松森経由。
  - 1965年 - 筒井経由戸山線が運行開始。
  - 1968年7月21日 - 東青森駅線の運行が開始される
    - 松森経由:青森駅 - 新町二丁目 - 堤橋 - 栄町二丁目 - 松森 - 上松森 - 東青森駅前（ほか、筒井経由もあった。中筒井から駒込・古館を経由する。）

  - 1977年5月24日 - 東青森駅線廃止。また、この頃までには松森経由戸山線の浜館支所前 - 戸山間が廃止されている。
  - 2005年4月1日 - 終点停留所を浜館支所前から新設された浜館に変更、浜館 - 浜館支所前間路線廃止。
  - 2009年4月1日 - 戸山団地線に統合し廃止。

### 桜川団地線
- 堤橋経由:青森駅 - 古川 - 堤橋 - 松原三丁目 - 桜川団地三丁目 - 桜川団地
- 観光通り経由:桜川団地→桜川団地三丁目→奥野二丁目→自動車会館前→みちのく銀行本店前→NTT青森支店前→古川→青森駅前
- 新町経由:桜川団地→桜川団地三丁目→松原三丁目→堤橋→新町二丁目→青森駅前
- 出入庫線:東部営業所 - 原別 - 県立中央病院前 - 南造道 - 合浦公園前 - 堤橋 - 松原三丁目 - 桜川団地三丁目 - 桜川団地
  - 1968年9月 - 運行開始。経路は桜川団地－筒井通り－堤橋－（新町経由）－青森駅[4]。
  - 1979年 - 市民病院経由運行開始。

1981年のダイヤでは堤橋・筒井通り経由のほか、堤橋・桜川橋経由、市民病院・桜川橋経由があった。
- - 1986年12月1日 - 市民病院前経由（働く女性の家前 - 平和公園通り - 市民病院前 - 自動車会館前）を市民病院通り経由（働く女性の家前 - 市民病院通り - 自動車会館前）に変更し、桜川団地発のみの設定となる。
  - 1988年4月1日 - 筒井通り経由を桜川橋経由に統一（市民病院通り経由は存続）。
  - 1998年4月1日 - 新町経由桜川団地線を運行開始。
  - 2009年4月1日 - 小柳団地線に統合し廃止。

### 西部工業団地線
- 青森駅 - 古川 - 古川中学校前 - 浪館 - 自衛隊前 - 総合運動公園前 - 慈恵会病院前 - 西部工業団地
  - 2000年3月1日 - 慈恵会病院線の一部を延長して西部工業団地線運行開始。
  - 2007年4月1日 - 2往復を三内丸山遺跡線に統合。青森駅発1本のみとなる。
  - 2009年4月1日 - 廃止。

### 八甲田春スキーシャトル
- 箒場岱 - 長吉岱 - 長吉岱入口 - 八甲田温泉 - 田代平 - 田代元湯 - 銅像前 - 火箱沢林道 - ロープウェー駅 - 城ヶ倉温泉（ - 酸ヶ湯温泉）
  - 2007年 - 2007年度から運行を取りやめると発表したものの、代替会社への依頼が困難だったため八甲田振興協議会からの要請で運行。
  - 2008年 - 運行から撤退。光洋タクシーが引き継ぐ。

箒場岱からの一方向への運行で、酸ヶ湯温泉行は夕方の数便のみであった。

### 中筒井線
中筒井線（なかつついせん）は、青森県青森市中心部と筒井地区を結ぶ青森市営バスの路線であった。
筒井方面線は基本的に新町経由であるが、桜川団地線とともに国道（古川）経由であった。
本線と並ぶ歴史を持つ路線であった。

#### 運行経路（廃止時）
- 古川・堤橋経由
青森駅前 - （古川一丁目/新町一丁目） - 古川 - 県庁通り - 市役所前 - NTT青森支店前 - 堤橋 - 松原三丁目 - 奥野 - 筒井通り - 青森高校前 - 中筒井

- 観光通り・古川経由（青森駅行のみ）
中筒井 - 青森高校前 - 筒井通り - 奥野 - 奥野二丁目 - 自動車会館前 - みちのく銀行本店前 - 働く女性の家前 - NTT青森支店前 - 市役所前 - 県庁前 - 古川 - 新町一丁目（中三前） - 青森駅前

#### 沿革
- 1926年3月19日 - 運行開始。
- 1928年 - この年発行の『青森県総覧』（1928年　東奥日報社発行）では、堤橋 - 筒井橋間で運行されていたのが見える。
- 2000年3月1日 - 中筒井発青森駅行1往復が市民病院通り経由（のち観光通り経由）となる。
- 2004年4月1日 - 大幅減便、西部営業所～中筒井系統が廃止となる。
- 2005年4月1日 - 西部営業所発中筒井行再開。
- 2007年4月1日 - このときの時刻改正により、中筒井経由の各路線に吸収される形で、中筒井線が廃止。

### 青森空港線
かつてJRバス東北青森支店と共同運行していた。
詳細は青森空港線 (ジェイアールバス東北)を参照のこと。

#### 西バイパス・新田循環線
- 沖館 - 西郵便局経由:青森駅 - 新町二丁目 - 県庁前 - 古川 - 駅西口通り - 沖館 - 新田 - 石江三好 - 西郵便局前 - 古川 - 新町一丁目 - 青森駅
- 西郵便局 - 沖館経由:青森駅 - 新町二丁目 - 県庁前 - 古川 - 西郵便局前 - 石江三好 - 新田 - 沖館 - 駅西口通り - 古川 - 新町一丁目 - 青森駅
  - 2000年7月7日 - 西バイパス・新田循環線運行開始。
  - 2000年10月6日 - 八甲田丸発着に変更。
  - 2001年4月1日 - フェリー埠頭線廃止。
  - 200x年 - 八甲田丸発着から青森駅発着に変更。
  - 2004年7月1日 - 西部営業所所管から東部営業所所管に変更。同時に運行業務を弘南バスに委託。
  - 2010年12月3日 - 廃止。

青森西バイパスに亀屋みなみチェーンが展開する「ハイパーモール・ジョイシティ」オープンに伴い開設された。運行開始当初は両経路とも日中1時間に1本体制であった。のちに起点場所が青森駅前から八甲田丸に変更されたが、これは青森駅前の市営バス待機場が不足したための処置と思われ、八甲田丸近くの駐車場を整備して浜田循環線と共に使用していた。そのため八甲田丸 - 青森駅間の乗客は皆無に等しいものであった。のちに青森駅前休憩所が整備されたため、八甲田丸発着は廃止され、再度青森駅発着となっている。
その後、弘南バスに運行業務を委託することになったが、当路線は西部営業所所管であり、他の委託路線は東部営業所所管であった。
東北新幹線新青森駅開業に伴う路線再編により、2010年12月3日の運行を以って廃止されたが、2010年12月4日から2014年7月31日までは、青森駅-新町二丁目-県庁前-古川（4番乗り場）-石江三好（現在のガーラタウン前）間についてはあおもりシャトルdeルートバスねぶたん号左回りコースが同じルートを走行していた。

#### 滝沢線
- 青森駅 - 古川 - 堤橋 - 合浦公園前 - 南造道 - 県立中央病院前 - 原別 - 野内駅前 - 東部営業所前 - 馬屋尻 - 上滝沢
  - 19xx年 - 青森合同乗合自動車（→青森バス）が運行を開始する。
  - 1954年1月28日 - 青森バス買収により、青森市営バス東岳線となる。
  - 1959年9月15日 - 滝沢 - 開明鉱山間が延長され、開明鉱山線となる
  - 1966年10月14日 - 開明鉱山線廃止、上滝沢までの運行となる。
  - 2002年4月1日 - 滝沢行が観光物産館発から青森駅発となる。
  - 2005年4月1日 - 弘南バスに運行業務を委託。
  - 2012年4月1日 - 矢田・滝沢線と統合し廃止。

青森市中心部と青森市東部の宮田・滝沢地区（旧東岳村）を結ぶ路線である。前述の通り過去には矢田線と合わせて東岳線と呼ばれていた。
運行末期は小型車両で運行されていた。弘南バス委託開始当初は大型・小型車両が使われており、直営時代は他路線との共通運用で大型・中型車両が使用されていた。

#### 矢田線
- 平新田森越経由:青森駅 - 古川 - 堤橋 - 合浦公園前 - 南造道 - 県立中央病院前 - 東高校前 - 平新田森越 - 馬屋尻 - 宮田 - 新総合運動公園前（青い森アリーナ前） - 矢田
- 矢田前経由:青森駅 - 古川 - 堤橋 - 合浦公園前 - 南造道 - 県立中央病院前 - 東高校前 - 矢田前 - 盲学校前 - 後萢通り - 馬屋尻 - 宮田 - 新総合運動公園前（青い森アリーナ前） - 矢田
- 東バイパス経由:青森駅 - 古川 - 堤橋 - 合浦公園前 - 南造道 - 県立中央病院通り - 八重田通り - 後萢通り - 馬屋尻 - 宮田 - 新総合運動公園前（青い森アリーナ前） - 矢田
- 出入庫便:東部営業所 - 馬屋尻 - 宮田 - 新総合運動公園前（青い森アリーナ前） - 矢田
  - 1956年5月8日 - 東岳線馬屋尻 - 矢田間延長、矢田線運行開始（青森駅 - 古川 - 堤橋 - 合浦公園前 - 造道 - 交通部前 - 原別 - 野内橋 - 馬屋尻 - 宮田 - 矢田）。
  - 1963年1月8日 - 諏訪沢線矢田前 - 後萢間延長、後萢線運行開始（青森駅 - 古川 - 堤橋 - 合浦公園前 - 造道 - 交通部前 - 原別 - 矢田前 - 盲学校前 - 後萢）。
  - 1979年 - 矢田線ワンマン運行開始。
  - 1980年6月23日 - 東バイパス線青森駅 - - 東部営業所間運行開始（青森駅 - 古川 - 堤橋 - 合浦公園前 - 南造道 - 県立中央病院通り - 後萢通り - 野内橋 - 東部営業所）。
  - 1981年9月26日 - 矢田線が県立中央病院経由になる。
  - 1988年4月 - 東バイパス線・後萢線と統合。矢田線の一部が東バイパス経由に、残りが原別経由となる。
  - 2000年3月1日 - 東部営業所野内地区移転に伴い、一部を除いて本線に統合、矢田線は少数となる。
  - 2002年4月1日 - 矢田行が観光物産館発から青森駅発となる。また旧東部営業所出入庫便の名残であった県立中央病院前発着原別経由が廃止となる。
  - 2004年12月25日 - 朝の青森駅発矢田行矢田前経由1本を除き、運行経路が変更され、矢田前・盲学校前経由から原別小学校前・平新田児童館前・平新田森越経由となる。
  - 2005年4月1日 - 一部便を除き青い森アリーナ前（新総合運動公園）経由となる。
  - 2012年4月1日 - 矢田・滝沢線と統合し廃止。

かつては滝沢線と共に東岳線（あずまだけせん）と名乗っていたが、東バイパス線・後萢線との統合に伴い、従来の野内橋経由から東バイパス経由（東バイパス線代替）と原別経由（後萢線代替）となり、路線名も独立して矢田線となった。統合してできた路線のため運行本数も多かったが、東部営業所移転に伴い本線に編入され、現在では1日数本程度となっている。
1980年代後半から2001年までは矢田行に限り観光物産館発着であった。これは青森駅前待機場が不足したための処置であったが、青森駅前休憩所が整備されたことにより、後年は青森駅前発着となった。同様の処置は浅虫線・滝沢線・築木館線でも行われていた。

#### 矢田・滝沢線
- 青森駅 - 古川 - 堤橋 - 合浦公園前 - 南造道 - 県立中央病院前 - 東部営業所 - 馬屋尻 - 宮田 - 新総合運動公園前（青い森アリーナ前） - 矢田 - 滝沢 - 上滝沢
  - 2000年3月1日 - 運行開始。
  - 2004年7月1日 - 運行業務を弘南バスに委託。
  - 2012年4月1日 - 矢田線と滝沢線を統合して、青森駅発着となる。
  - 2012年10月1日 - 運行休止。有限会社 八洲交通による「矢田・滝沢地区社会実験バス」が代わりに運行される。

以前は矢田線が15往復、滝沢線が9往復（1999年4月ダイヤ、いずれも平日の本数）運行されていたが、東部営業所の移転により運行系統を見直し、矢田線の大半を東部営業所発着、滝沢線を減便にしたことに伴い、矢田地区の住民の利便性を図るために開設された。しかしながら利用者が少ない地域であること、東部営業所で乗換を余儀なくされること、利用者のほとんどが福祉乗車証を使用していることから運賃収入はほとんどなく、青森市営バスの収支ワースト1にまで陥った。そのため運行本数を半減し、弘南バスに運行業務を委託することで収支改善を図っていた。
その後、青森駅発着となった。
青森市の路線バス再編計画に基づき、2012年9月30日を以って運行を休止された。

#### 浪岡線

##### 青森空港経由
- 青森駅 - 新町二丁目 - 市役所前 - サンロード青森前 - 下玉川 - イトーヨーカドー青森店前 - 農協会館前 - 青森朝日放送前 - 荒川松尾通り - 新あおもり農協中央店前 - 追分 - 青森空港 - 王余魚沢入口 - 羽黒平 - 浪岡駅
  - 1954年1月28日 - 青森バスを買収により、浪岡線（高田村小館 - 浪岡町細田間16km）が青森市営バスの路線となる。
  - 1970年11月20日 - 王余魚沢線運行経路変更。小金山神社前 - 五町開墾田間を廃止し、青森空港 - 五町開墾田間新設。
  - 1988年 - 王余魚沢線廃止。弘南バス王余魚沢線（浪岡駅 - 王余魚沢）運行開始。
  - 199x年 - 弘南バス王余魚沢線廃止。弘南バス弘前 - 青森空港線が王余魚沢入口・松山・羽黒平・五本松・中世の館・浪岡役場前に停車。
  - 199x年 - 弘南バス弘前 - 青森空港線王余魚沢入口・松山・羽黒平・五本松・中世の館停留所廃止。
  - 2005年4月1日 - 青森市と浪岡町が合併することから浪岡線運行開始（運行管理業務は弘南バス委託）。17年ぶりに旧浪岡町域に青森市営バスが乗り入れる。
  - 2007年4月1日 - サンワドー中央店前 - イトーヨーカドー青森店前の経路を変更。青森山田中学・高校前経由から下玉川経由に変更。
  - 2013年10月1日 - 運行休止。弘南バス（担当は黒石営業所）による「浪岡地区社会実験バス」が代わりに運行される。この社会実験バス移行後、(旧)青森市内での運行ルートが一部変更された。[5]

大釈迦経由と同様、2005年に浪岡町が青森市に合併することから市中心部と浪岡地区の住民移動の利便性を確保するため復活した。青森空港経由の浪岡町内部分においては弘南バスの停留所が廃止されて以降、路線バス空白地域となっていた地域であり、合併により路線バスが復活した。青森市内は既存の路線を縫い合わせるような形で運行しているため、区間によっては既存路線より遠回りとなっており、運賃が若干高くなっていた。

##### 大釈迦経由
- 青森駅 - 古川 - 西滝 - 石江 - 新城駅 - 戸門 - 鶴ヶ坂駅前 - 大釈迦北口 - 杉沢 - 浪岡 - 浪岡駅（ - 道の駅なみおか）
  - 1964年7月12日 - 鶴ヶ坂 - 浪岡駅前間路線延長、浪岡線運行開始。
  - 1987年 - 浪岡線廃止。
  - 2005年4月1日 - 青森市と浪岡町が合併することから浪岡線運行開始。17年ぶりに旧浪岡町域に青森市営バスが乗り入れる。
  - 2005年10月1日 - 大釈迦経由の一部便(昼前後の便)が道の駅なみおかへの乗り入れ開始。
  - 2014年10月1日 - 運行休止。弘南バス（担当は青森営業所）による「浪岡地区社会実験バス」が代わりに運行される。この社会実験バス移行後、全便「新青森駅南口」経由及び「道の駅なみおか」発着となった。[6]

1988年に浪岡町内への乗り入れは廃止されたが、2005年に浪岡町が青森市に合併することから市中心部と浪岡地区の住民移動の利便性を確保するため復活した。大釈迦経由は弘南バスと完全に競合するほか、既存路線の新城線・孫内線とも一部区間において並行する。
運行管理業務は弘南バスに委託している。点呼・給油等は弘南バス乗合部青森分室（青森営業所）ですべて行うため、弘南バス青森営業所 - 浪岡駅間などといった青森市営バスでは異例の長距離回送運行があり、決して効率のよい運用とは言えない。
当路線には青森県内で初めてノンステップバス2台、その他の便にはワンステップバスが専用車として導入されたが、現在は小型・中型のワンステップバスで運行されている（この路線専属のノンステップバス・ワンステップバスは現在は一般路線用に転用）。

## 設備
営業所庁舎には東部営業所事務室、定期券販売所、青森市交通部事務所がある。
- バス停留所前には待合室があるが冷暖房の設備はない。待合室内に公衆電話がある。
- 待合室近くに各金融機関のATMコーナー（青森銀行・東北労働金庫）も置かれている。かつて、みちのく銀行のATMも設置されていたが、2020年頃に撤去された。

## 窓口
営業所庁舎1階営業所事務室の一角にある。

## のりば

### 営業所庁舎正面玄関前バス停
- 青森市営バス野内線急行青森駅行（浅虫温泉駅発）
- 青森市市バス矢田・滝沢線上滝沢行き

### 営業所庁舎正面玄関向バス停
青森市市バス矢田・滝沢線(県病･国道経由)青森駅行き

### 待合所前バス停
青森市営バス東部営業所始発便

## 小湊出張所
東部営業所小湊出張所は東津軽郡平内町大字沼館字家岸142番地にあった営業所である。現在は下北交通小湊出張所となっている。

### 沿革
- 1959年10月1日 - 小湊営業所（平内町大字沼館字沼館尻1番地）設置。
- 1979年12月1日 - 平内町大字沼館字家岸142番地に移転。
- 2001年4月1日 - 東部営業所小湊出張所に格下げ。
- 2004年4月1日 - 下北交通に移管。

### 所管していた路線

#### 東田沢・東滝 - 青森線
- 青森駅 - 新町二丁目 - 堤橋 - 合浦公園前 - 南造道 - 県立中央病院前 - 原別 - 野内橋 - 野内駅前 - 久栗坂 - 浅虫温泉駅 - 土屋 - 中野 - 平内農協前 - 平内役場前 - 沼館 - 浅所 - 東滝 - 東田沢漁協
青森駅 - 東田沢間1往復は急行便として運行されていた（小湊線の急行便は1987年改正で廃止されている）。
  - 1987年4月1日 - 東滝 - 青森駅間1往復のうち、東滝発を日祝運休化、青森駅発を東田沢まで延長する（急行東田沢 - 青森線は継続）。
  - 1994年4月1日 - 廃止。